# Нарвікський щит
Щит «За Нарвік» також Нарвікський щит (нім. Narvikschild) — нарукавний щит збройних сил нацистської Німеччини (Вермахт, Люфтваффе та Крігсмаріне), яким нагороджували під час Другої світової війни.

## Історія нагороди
Битва за Нарвік відбулася між 9 квітня та 6 червня 1940 року, під час Норвезької кампанії. Німецькі війська та флот зіткнулися з британсько-французьким десантом і були вимушені перейди до оборони. Адольф Гітлер мав сумніви щодо успіху операції, але дії генералів Дітля та Йодля виправлення положення, що згодом привело до перемоги.

## Перше нагородження
Перше нагородження відбулося 21 березня 1941, нову нагороду отримав генерал Едуард Дітль.

## Кількість нагороджених
Загальна кількість нагороджених приблизно дорівнювала 8 577 осіб, серед яких:
- Військовиків Вермахту — 2 755 (96 посмертно);
- Військовиків Люфтваффе — 2 161 (410 посмертно);
- Військовиків Крігсмаріне — 3 661 (410 посмертно).

## Зовнішній вигляд нагороди
Існує єдиний різновид нагороди. Щит носили у верхній частині лівого рукава мундиру. Надавалося три копії нагороди, також була можливість відновити нагороду, при наявності відповідних документів. «Срібну» нагороду отримували піхотинці та військовики Люфтваффе. «Золоті» щити отримували військовики військово-морських сил.

## Правила носіння у післявоєнний час
Згідно з § 6 Закону Німеччини про нагородження орденами і про порядок їх носіння від 26 липня 1957 року (нім. Gesetz uber Titel, Orden und Ehrenzeichen) дозволено носіння нагороди, але тільки в «денацифікованому» варіанті (без орла і свастики).

## Галерея
Фотографії нагороджених зі щитом на рукаві.

Капітан-лейтенант Гюнтер Пульст.
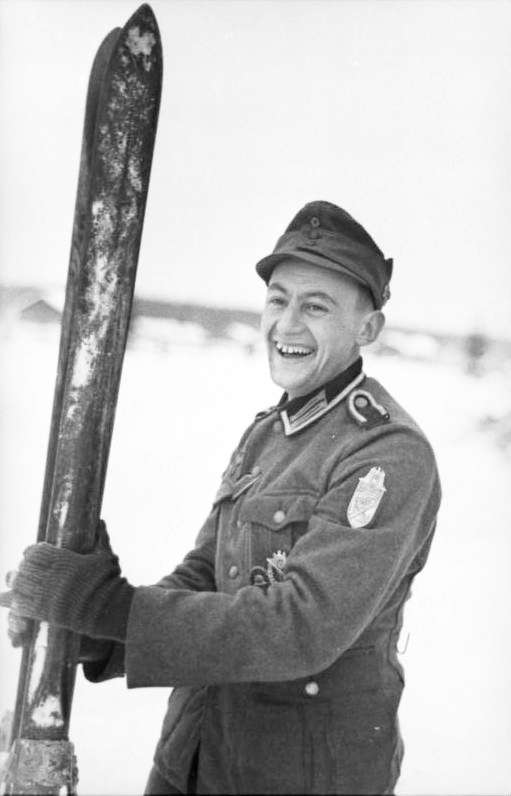
Військовик 1-ї лижної дивізії (1942).